# Jørgen Bitsch
Jørgen Bitsch (30. juni 1922, Bandholm – 12. februar 2005) var forfatter, foredragsholder, fotograf, filmproducent, globetrotter, og eventyrer.
Han fortalte i sine bøger og film om eventyrlige rejser og ekspeditioner til fjerne lande. 
Jørgen Bitsch vandt i 1940 1. præmie for ungdomsromanen Som kahytsdreng til Siam, hvor han beskrev virkeliggørelsen af mange drenges drøm; at få hyre på et skib og rejse ud i verden.  Han udannede sig senere til folkeskolelærer, og underviste et par år, inden rejsefeberen igen fik ham til at rejse ud i verden.  I 1949-50 rejste han på en Nimbus motorcykel sammen med mekanikeren Jørgen Wolfram fra København til Cape Town i Sydafrika. Om denne rejse berettede han i bogen Den eventyrlige afrikafærd. Året efter udkom bogen Fra Kilimanjaro til Pygmæerne.
der beskrev endnu en rejse fra København til Congo for at besøge Pygmæerne og skildre deres levevis og samfund. Turen foregik i det billigste ekspeditionskøretøj han kunne finde, en Fiat 500 Belvedere stationcar. I 1956-57 rejste han, bl.a. sammen med Arne Falk-Rønne, til Brasilien, Bolivia, og Peru, hvorom han beretter i bogen Jivaro. Bogen omhandler jivaro-indianerenes levevis i Amazonjunglen, en slåskamp med en Anakonda, samt deltagelse i arkæologiske udgravninger i Andesbjergene i Peru og Bolivia, samt en del om inka kulturen. 
I 1959 rejste han til Borneo og levede blandt de indfødte, og lærte deres skik og brug. Det affødte bogen Ulu – Verdens ende. 
Hans rejser var egentlig filmekspeditioner hvor han optog mange spændende film, der senere blev vist frem i forsamlingshuse rundt omkring i Danmark, Sverige, og Norge. Indtægterne fra forevisninger og rejseforedrag blev brugt til at finansiere nye ekspeditioner.  
Efter eget udsagn kedede det ham at skrive bøger, men det var en nødvendighed for at promovere han rejseforedrag og filmforevisninger. (og dermed hans ekspeditioner) Bøgerne blev derfor indtalt på diktafon, og renskrevet af hans 2 sekretærer.   
Han var en årrække formand for Eventyrernes Klub i Danmark, og æresmedlem af den svenske Travellers Club, og af Explorers Club i New York.  
Hans forfatterskab omfattede bl.a. bidrag i bogen Med Eventyrerne over alle grænser, samt en artikel om Kina "This is the China i saw" i National Geographic Magazine, November 1964.

## Ekspeditionsfilm
- Den eventyrlige afrikafærd, 1951.
- Tværs gennem Afrika, 1952.
- Ørkenfærden, 1952.
- Safari, 1954.
- Brazzaville, 1954.
- Sort ekstase, 1955.
- Amazonas - det grønne helvede, 1959.
- Skøbnens flod, 1960.
- Jivaro, 1959.
- Tamapaya, 1960. (Borneo)
- Ukendt land, 1962. (Mongoliet)
- Lukket land, 1962. (Mongoliet)
- Grønland Pr. hundeslæde.
- Sahara.
- The flame and the fire, 1965. (Amerikansk film, -bidrog med fotografier til denne)